# Palystes lunatus
Palystes lunatus är en spindelart som beskrevs av Pocock 1896. Palystes lunatus ingår i släktet Palystes och familjen jättekrabbspindlar. Inga underarter finns listade i Catalogue of Life.